# Пестель, Владимир Иванович
Владимир Иванович Пестель (1798 [из письма отца дата рождения 16 декабря 1795] —1865) — сенатор, херсонский, затем таврический губернатор, действительный тайный советник, младший брат декабриста Павла Ивановича Пестеля.

## Биография
Воспитывался сперва дома, затем некоторое время в Дрездене у своей бабушки и, наконец, в Пажеском Корпусе. 13 июня 1813 года из камер-пажей он был выпущен корнетом в Кавалергардский полк и тотчас принял участие в Отечественной войне. С 27 сентября 1813 года он находился за границей, в Саксонии, 4-6 октября был под Лейпцигом и затем — в преследовании неприятеля до Франкфурта, а потом до реки Рейна. В 1814 году, после переправы через Рейн, Пестель вступил во Францию, где 20 января был под Бриенном, 13 марта в действительном сражении при Фер-Шампенуазе, за что получил орден Св. Анны 3 степени, 18 марта — при взятии Парижа; отсюда, по окончании кампании, он вернулся в Россию в октябре месяце.
Затем последовало его производство в следующем порядке:
- 16 января 1816 года в поручики;
- 25 июня того же года в штабс-ротмистры;
- 9 ноября 1819 года в ротмистры
- 12 декабря 1824 года в полковники.

В 1817 году являлся членом Союза спасения и, предположительно, в 1818—1821 — Союза благоденствия. Находился 14 декабря 1825 года в строю в войсках 1-го гвардейского корпуса, собранных на Дворцовой и Исаакиевской площадях против мятежников, Пестель «удостоился в числе прочих получить монаршую признательность», объявленную в приказе 15 декабря 1825 года. Участие его ранее в тайных сообществах высочайше повелено оставить без внимания и к следствию не привлекался. В январе 1826 года он был награждён орденом Св. Анны 2 степени, а 14 июня, незадолго до казни брата, был назначен флигель-адъютантом Его Величества. В марте 1827 года «в воздаяние отличного усердия к службе» был награждён алмазными знаками ордена Св. Анны 2-й степени.
В 1831 году, во время польского восстания, Пестель принял участие в его подавлении и был 9 мая в сражении при Жолтках, при преследовании неприятеля к Остроленке, 13 мая — в стычке при старом Якаце близ Пысков и, наконец, 25—27 августа — при взятии Варшавы, за что и получил серебряную медаль и польский знак отличия «за военные достоинства». 6 октября 1831 года он был произведён в генерал-майоры, а 25 февраля 1832 года назначен бригадным командиром 1-й кирасирской дивизии. 26 декабря 1836 года Пестель был причислен к Министерству Внутренних Дел для назначения на должность гражданского губернатора, причём удержал за собой военное звание.
Как только открылась вакансия в Херсонской губернии, Пестель и был на неё назначен (13 августа 1839 г.) сперва исправляющим должность, а затем (18 июля 1840 г.) был и утверждён Херсонским губернатором; 22 апреля 1841 года, сверх должности гражданского губернатора, он был назначен и военным губернатором. Служба Пестеля в Херсоне принесло много пользы городу, который до него утопал в грязи, темноте и очень страдал от частых пожаров. При нём устроены были мостовые, освещение города и пожарная команда, замечательная в то время по её устройству. При тогдашнем порядке управления соединяя в себе администратора, судью и воина, Пестель не дозволял себе известной в то время резкости в обращении, не допускал угроз и запугиваний и отличался деликатностью и мягкостью обращения. Доступный для всех, он сочувственно относился к нуждам и к положению каждого.
Получив в 1842 году орден Св. Станислава 1-й степени, а в 1844 — Св. Анны 1-й и Св. Георгия 4-й степеней за выслугу 25 лет, Пестель 17 марта 1845 года был произведён в генерал-лейтенанты. 22 января того же года он был определён Таврическим гражданским губернатором. За это время деятельность его проявилась в следующем: два раза он взыскал сполна: годовой оклад податей (1849) и в 1850 году — полугодовой «совокупно со вступившими недоимками»; затем он «оказывал содействие Ангальтской Колонии, бывшей в пределах Таврической губернии и за это получил от герцога Ангальт-Кетенского орден Медведя большого креста», в том же году был награждён орденом Св. Владимира 2-й степени.
Во время Крымской войны Пестелю было приказано, в случае высадки неприятеля, вывезти из Симферополя бумаги всех присутственных мест. И действительно, после того, как 4 о сентября 1854 года неприятель высадился в Евпатории и стал производить опустошения неподалёку от Симферополя, и когда пришло известие о поражении 8 сентября под Альмой, а посланные к главнокомандующему за сведениями курьеры и чиновники особых поручений не возвращались, и городу начинала грозить опасность от неприятеля, — Пестель решился привести в исполнение данное ему на этот случай предписание. Взяв на подводах бумаги, часть архивов всех присутственных мест и все большие, по случаю военного времени, суммы из казначейства, Пестель 10 сентября выехал из города во главе этого поезда. Жители, оставленные только с несколькими ротами гарнизона и инвалидной командой, перепугались и бросились вслед за губернатором. Известия о безопасности застигли беглецов уже на дороге, и весь поезд по приказанию кн. Меньшикова должен был вернуться обратно. Сведения об этом дошли до Петербурга и, несмотря на то, что Пестель объяснил в главной квартире причины, побудившие его к бегству, он 11 ноября 1854 года был уволен от должности губернатора.
2 мая 1855 года ему повелено было присутствовать в 1 отделении 6-го департамента Правительствующего Сената. В Сенате он присутствовал попеременно то в 1-м отделении 6-го департамента, то в 7-м департаменте. 1 января 1862 года он получил орден Белого Орла, в 1863 году ему была назначена аренда в 3000 руб., а через два года был произведён в действительные тайные советники. Пестель умер в Москве 19 января 1865 года.